# Hinako Tomitaka
Hinako Tomitaka (冨高 日向子?, Tomitaka Hinako) (Kanagawa, 21 settembre 2000) è una sciatrice freestyle giapponese.

## Palmarès

### Mondiali
- 1 medaglia:
  - 1 argento (gobbe a Engadina 2025)

### Mondiali juniores
- 4 medaglie:
  - 1 oro (gobbe in parallelo ad Åre 2016)
  - 3 argenti (gobbe a Duved 2018; gobbe e gobbe in parallelo a Chiesa in Valmalenco 2019)

### Coppa del Mondo
- Miglior piazzamento nella Coppa del Mondo generale di gobbe: 7ª nel 2021
- 2 podi:
  - 2 terzi posti